# Erasmia
Erasmia is een geslacht van vlinders uit de familie van de bloeddrupjes (Zygaenidae).

## Soorten
- Erasmia pulchella Hope, 1840
- Erasmia sangaica Moore, 1877